# (946) Poësia
(946) Poësia ist ein Asteroid des Hauptgürtels, der am 11. Februar 1921 vom deutschen Astronomen Max Wolf in Heidelberg entdeckt wurde.
Der Name soll mutmaßlich auf die Göttin der Dichtkunst, Poesia, zurückzuführen sein.